# 武鸣鼠李
武鸣鼠李（学名：Rhamnus wumingensis）为鼠李科鼠李属下的一个种。

## 扩展阅读
- 維基物種上的相關：武鸣鼠李